# Ratolí marsupial de peus peluts
El ratolí marsupial de peus peluts (Sminthopsis hirtipes) és un ratolí marsupial que té pèls de color argentat a les soles de les potes posteriors, acompanyats de pèls llargs als costats de la sola. Fa 147-180 mm del musell a la cua, dels quals 72-85 mm del musell a l'anus i 75-95 mm de la cua. Les orelles mesuren 21 mm i l'animal en general pesa 13-19 grams.